# Neu Kaliß
Neu Kaliß é um município da Alemanha, situado no distrito de Ludwigslust-Parchim, no estado de Mecklemburgo-Pomerânia Ocidental. Tem 34,05 km² de área, e sua população em 2019 foi estimada em 1.962 habitantes.